# Cantonul Figeac-Ouest
Cantonul Figeac-Ouest este un canton din arondismentul Figeac, departamentul Lot, regiunea Midi-Pyrénées, Franța.

## Comune
- Béduer
- Camboulit
- Camburat
- Capdenac
- Faycelles
- Figeac (parțial, reședință)
- Fons
- Fourmagnac
- Lissac-et-Mouret
- Planioles